# Catuquinas
Catuquinas ou Katukinas é uma denominação atribuída a pelo menos três grupos indígenas.
O primeiro deles, da família linguística katukina, os chamados Katukina do Rio Biá, localizados na região do rio Jutaí, no sudoeste do estado do Amazonas, nas Terras Indígenas Paumari do Cuniuá, Paumari do Lago Paricá, Rio Biá e Tapauá.
São também chamados Katukina dois grupos da família linguística pano, localizados no estado do Acre. Mas nenhum desses dois grupos pano reconhece o termo "katukina" como autodenominação. Um deles, localizado nas margens do rio Envira, próximo à cidade de Feijó, autodenomina-se Shanenawa e seria parte de um clã do povo Yawanawá:
“Desde os tempos imemoriais, os Yawanawá, o povo da queixada, ocupam as cabeceiras do rio Gregório, afluente do rio Juruá, geograficamente pertencente ao município de Tarauacá, Acre. Sua população atual é de 636 pessoas e pertence ao tronco linguístico Pano. As famílias estão distribuídas nas comunidades Nova Esperança, Mutum, Escondido, Tibúrcio e Matrinxã. As comunidades são formadas pelas famílias Yawanawá, Arara, Kãmãnawa (povo da onça), Iskunawa (povo do japó), Ushunawa (povo da cor branca), Shanenawa (povo do pássaro azul), Rununawa (povo da cobra) e Kaxinawá (povo do morcego).”
Já o outro grupo, denominado Katukina-Pano, habitante das aldeias localizadas nas margens dos rios Campinas e Gregório, não reconhece qualquer significado no nome “Katukina” na sua língua, mas aceita a denominação. Dizem os seus integrantes que ela foi “dada pelo governo”. No entanto, nos últimos anos, jovens lideranças indígenaestimulamdo a consolidação da denominação de Noke Kuin, Noke Kui ou Noke Koi (em português, “gente verdadeira”) para o grupo. Internamente, são usadas seis outras autodenominações, que se referem aos seis clãs nos quais o grupo se divide. Observou-se que tais denominações são praticamente idênticas aos nomes de alguns clãs do povo Marubo, com o qual os chamados Katukina-Pano apresentam várias outras semelhanças linguísticas e culturais.
Portanto, os chamados Katukina do Acre, sem qualquer parentesco com os katukinas do Amazonas, foram assim denominados, aparentemente pelas primeiras expedições de contato realizadas por não índios na região, e acabaram aceitando essa denominação.
O seringueiro não estava interessado em distinções linguísticas e culturais; com uns poucos nomes batizou todas as tribos, fazendo-os recair sobre grupos completamente diferentes.
Os Katukina-Pano distribuem-se entre duas Terras Indígenas:
- TI do rio Gregório, no município de Tarauacá, no Acre (também habitada pelos Yawanawá), na Aldeia Sete Estrelas, localizada nas margens dos rios Gregório
- TI do rio Campinas, na fronteira dos estados do Amazonas e do Acre, nos limites dos municípios de Tarauacá, no Acre, e Ipixuna, no Amazonas.

## Os Shanenawa
A Terra Indígena Katukina/ Kaxinawá, no município de Feijó (Acre), foi assim denominada por engano. Ali estão, de fato, dois povos Panos, aparentados: um deles é o Kaxinawá. Mas o outro povo não é o Katuquina: trata-se, na verdade, dos autodenominados Shanenawa (povo do pássaro azul). Estudos linguísticos realizados na década de 1990 comprovam que, embora a língua shanenawa seja da família Pano (assim como a língua dos Kaxinawá e a dos chamados Katukina-Pano), apresenta diferenças significativas em relação à língua falada pelos Katukina-Pano do rio Campinas e do rio Gregório (Terra Indígena Campinas/Katukina e T. I. Rio Gregório, ambas no Acre). Por receio de perder o direito às terras e considerando todo o histórico de violência e injustiça que sofreram, os Shanenawa resolveram não desfazer o equívoco.

## Histórico
Historicamente, os etnônimos Katukina, Kanamari e Kulina foram utilizados para designar povos bem diferentes, em diversos lugares. Isso porque os primeiros colonos da região do rio Juruá classificavam os índios em “dóceis” e “rebeldes”. Os termos Kanamari, Katukina e Kulina eram associados aos índios dóceis, enquanto o sufixo -naua (ou -nawa) era normalmente associada aos índigenas guerreiros, que combatiam a presença do homem branco. Os Kaxinawá, por exemplo, eram identificados como rebeldes. Assim, para fugir das expedições de captura e matança organizadas por colonos brasileiros, muitos povos adotaram os etnônimos Katukina, Kanamari e Kulina. Mas, internamente, os chamados Katukina do Acre denominam-se conforme os seus clãs - kamãnawa (povo da onça ou do cachorro, dependendo da fonte), varinawa (povo do sol), satanawa (povo da lontra), neianawa (povo do Céu), entre outros clãs menos numerosos.